# Fernando Olmedo
Fernando Olmedo (Buenos Aires, 3 de diciembre de 1959-Ib., 24 de junio de 2000) fue un actor argentino de cine y televisión, hijo de Alberto Olmedo.

## Biografía
Fernando nació en 1959, cuando su padre ya comenzaba su carrera artística, un año antes de la presentación del Capitán Piluso. Fue el hijo mayor del primer matrimonio del capocómico Alberto Olmedo (fallecido accidentalmente en 1988) con Judith Jaroslavsky. Sus padres se separaron muy temprano, en 1963 y él vivió con su madre, aunque siempre mantuvo una excelente relación con su padre, quien lo tuvo en su personal en varias películas y en algunos de sus programas televisivos. Sus hermanos eran Marcelo Olmedo y Mariano Olmedo (de la misma madre), Sabrina Olmedo y Javier Olmedo, hijos de Tita Russ, y Alberto Olmedo, hijo de la actriz Nancy Herrera.

## Cine
- 1981: Las vacaciones del amor.
- 1981: Las mujeres son cosa de guapos.
- 1981: Te rompo el rating como el sobrino de un productor.
- 1982: Los fierecillos indomables.
- 1983: Los fierecillos se divierten.
- 1983: Los extraterrestres.
- 1983: No habrá más penas ni olvido.
- 1986: Los colimbas se divierten.
- 1987: Los colimbas al ataque.
- 1987: Susana quiere, el negro también! como Juan Pablo.
- 1988: Atracción peculiar.

## Televisión
En 1981 se integra al staff del programa No toca botón encabezado por su padre Alberto Olmedo, donde estuvieron también Javier Portales, César Bertrand, Beatriz Salomón, Divina Gloria, Silvia Pérez, Susana Romero, entre muchos otros.
También trabajó en Los Piedragómez, El capitán Piluso y Galería.
En 1993 tuvo un papel en el remake de la telenovela El amor tiene cara de mujer.
Fue animador junto a Mónica de Alzaga y Federico Klemm de un ciclo de cable llamado Hielo y limón.

## Radio
Trabajó junto a sus hermanos en el aire de Radio Municipal haciendo Un Olmedo con Facha, ciclo que nació en una FM de San Isidro, musicalizado por él mismo.

## Vida privada
Tuvo cuatro conocidos romances. Una con la vedette Camila Perissé, otra con la actriz Mónica Gonzaga; a fines de la década de 1980 con la actriz Ana María Picchio y en 1981 con la actriz Marcela Martínez.

## Teatro
Debutó el 20 de abril de 1980 la obra teatral ¿Sabes quién viene a cenar en Pesaj?. Luego actuó en Están tocando nuestra canción. En 1999 incursiona en el género revisteril en la obra Tetanic con Nito Artaza, Moria Casan, Miguel Ángel Cherutti y la primera vedette Isabel Sarli.

## Tragedia y fallecimiento
La noche del viernes 23 de junio de 2000, Fernando Olmedo estaba cenando en el restaurante  "El Corralón", en una mesa cercana a la del cantante cordobés Rodrigo Bueno, que estaba junto con el empresario y representante Pepe Parada. El cuartetero lo invitó a su show de esa noche en La Plata, y Fernando no dudó en aceptar, ya que nunca había estado en un recital del "Potro".
Al terminar el recital, Rodrigo se subió a su Ford Explorer para regresar a Buenos Aires. No usaba el cinturón de seguridad. A su lado se sentó su exesposa, Patricia Pacheco, y el hijo de la pareja, Ramiro. En el asiento de atrás viajaban Fernando Olmedo, Jorge Moreno, un diseñador de los discos, y Alberto Pereyra, un músico.
Al parecer, la camioneta de Rodrigo iba por la mano lenta y fue encerrada por una Chevrolet Blazer, que luego aceleró y escapó. Se sabe que la Explorer chocó con el guardarraíl, zigzagueó y dio vuelcos en un trayecto de 400 metros. Rodrigo salió despedido de su camioneta y el golpe contra el asfalto lo mató. Fernando Olmedo también fue despedido por la puerta trasera derecha y sobrevivió unos 40 minutos en el Hospital de Berazategui.
El único imputado por el accidente fue el empresario Alfredo Pesquera, en cuyo juicio oral de 2001 fue absuelto por el Tribunal Oral en lo Criminal 2 de Quilmes al entender que una mala maniobra de Rodrigo fue la que ocasionó el accidente. Finalmente, Pesquera apareció muerto de un balazo el 21 de diciembre de 2013, acusado del crimen del financista Miguel Ángel Graffigna.
Los restos del joven actor descansan en el Panteón de la Asociación Argentina de Actores del Cementerio de la Chacarita. Fernando Olmedo tenía 40 años.